# Giuseppe Piantoni
Giuseppe Piantoni (Rimini, 18 giugno 1890 – Conversano, 29 gennaio 1950) è stato un direttore di banda e compositore italiano.

## Biografia
Frequentò il Conservatorio di Pesaro, ove ebbe come docente Pietro Mascagni. Trasferitosi successivamente a Bologna, presso la locale Accademia Filarmonica si diplomò come "Maestro compositore e Direttore d'Orchestra" e conseguì anche diplomi in composizione, pianoforte e organo.
Scoppiata la prima guerra mondiale, il giovane musicista prestò il servizio militare come sottotenente in zona di guerra, pur continuando a coltivare la pratica musicale. Nel 1916 compose "Inno a Gorizia" per canto e pianoforte, dedicandolo al generale Luigi Cadorna e successivamente, nel 1918, la marcia sinfonica "Sul Montello", in onore del trionfante generale Armando Diaz.
Terminata la Grande Guerra, Piantoni si stabilì a Soleto, dove si sposò ed esordì come direttore alla guida della locale banda musicale. Dopo un biennio trascorso in Campania (1923-1925), ove diresse il Concerto bandistico di Frattamaggiore, Piantoni ritornò definitivamente in Puglia, a Conversano, per dirigere lo Storico Gran Concerto Bandistico della città.
Dal 1929 al 1934 fu direttore della Banda musicale di Castellana Grotte, che all'epoca si chiama Banda di Castellana, ruolo che gli varrà notevoli riconoscimenti per i successi ottenuti nei concorsi di Bologna, Perugia, Torino e Palermo. È di questi anni anche la composizione e messa in scena, al Teatro Piccinni di Bari, del suo primo melodramma: Il Tizianello (1932).
Nel 1934 Piantoni tornò definitivamente a Conversano e riprese la direzione della banda cittadina, che nel frattempo era stata diretta dai maestri Pietro Marincola (1929-1932) e Giovanni Orsomando (1933).
Fu autore di altre 4 opere liriche ridotte in versioni per banda: L'Amore che torna, Canto d'Amore, Il Gran Topazio e I Mietitori, quest'ultima ispirata al verismo. Inoltre scrisse composizioni per complessi da camera, musiche per canto e pianoforte e numerose marce per banda.